# Acalymma incum
Acalymma incum es una especie de  coleóptero de la familia Chrysomelidae.
Fue descrita 1911 por Bowditch.